# 布拉多克海茨 (馬里蘭州)
布拉多克海茨（英語：Braddock Heights）是位於美國馬里蘭州弗雷德里克縣的一個普查規定居民點。

## 人口
根據2020年美國人口普查的數據，布拉多克海茨的面積為13.85平方千米，當中陸地面積為13.82平方千米，而水域面積為0.03平方千米。當地共有人口3075人，而人口密度為每平方千米222.02人。